# Politisches System der Türkei
Die Türkei ist seit 1923 eine Republik. Nach Artikel 2 der Verfassung ist die Türkei ein demokratischer, laizistischer und sozialer Rechtsstaat. Die Republik Türkei wurde unter der Führung Mustafa Kemal Atatürks gegründet. Ihre aktuelle Verfassung trat am 7. November 1982 in Kraft. Der gegenwärtige Präsident ist Recep Tayyip Erdoğan. Bei der Volksabstimmung im April 2017 haben die Wähler mit knapper Mehrheit für die Umwandlung des seit 1920 bestehenden parlamentarischen Regierungssystems in ein Präsidialsystem gestimmt.
Dem Demokratieindex der Zeitschrift The Economist zufolge erreicht die Türkei im Jahr 2019 auf einer Skala von null bis zehn etwas über vier Punkte und liegt damit als „hybrides Regime“ zwischen den Kategorien „eingeschränkte Demokratie“ und „autoritäres Regime“. Die Türkei steht seit April 2017 unter dem Monitoring des Europarates.

## Historische Entwicklung

### Anfänge der Republik
Die Türkische Republik geht auf Mustafa Kemal Atatürk zurück. Am 29. Oktober 1923 proklamierte die Große Nationalversammlung der Türkei die Gründung der Republik. Am 24. Mai 1924 trat die erste Verfassung der Republik in Kraft. Der Staat basierte auf dem nach ihm benannten Kemalismus. Das Kalifat wurde abgeschafft und jegliche institutionelle und rechtliche Einflussnahme religiöser Instanzen auf den Staat unterbunden. Religiöse Normen wurden im öffentlichen Leben abgeschafft, vielmehr die Religion der Aufsicht des Staates unterworfen. Mit der Kommunalwahl in der Türkei 1930 fanden erstmals in der 800-jährigen türkischen und osmanischen Geschichte Wahlen im Rahmen eines Mehrparteiensystems statt.
1937 wurden die 6 Prinzipien des Kemalismus in der Verfassung verankert. In abgeschwächter und generalisierter Form („durchdrungen … vom Geist der Reformen Atatürks“) finden sie sich noch heute in der Präambel der türkischen Verfassung und der Staatzielbestimmungen in deren Artikel 2. 1945 wurde unter dem zweiten Präsidenten İsmet İnönü endgültig wieder ein Mehrparteiensystem eingeführt. Nach dem Wahlsieg der oppositionellen Demokratischen Partei 1950 entwickelte sich die Türkei zunächst zu einer parlamentarischen Demokratie.

### Interventionen des Militärs
Das türkische Militär hat sich bis heute dreimal an die Macht geputscht (1960–1961, 1971–1973 und zuletzt 1980–1983), vorgeblich um die immer wieder auftauchenden politischen Krisen zu beenden. Die Militärputsche von 1960 und 1980 führten jeweils zur Einführung einer neuen Verfassung (Türkische Verfassungen von 1961 und 1982). Die Verfassung von 1982 ist die gegenwärtig gültige. 1997 führte eine gewaltfreie Intervention des Militärs (man bediente sich dieses Mal des Nationalen Sicherheitsrates) zum Rücktritt der Regierung Necmettin Erbakan und zum Verbot dessen Wohlfahrtspartei (RP) 1998.

### Beitrittsambitionen zur EU
Die Türkei begann im Oktober 2005 offizielle Beitrittsverhandlungen mit der Europäischen Union. Ein Hindernis für den Beitritt ist die umstrittene Menschenrechtssituation in der Türkei. Um diese zu verbessern, wurden mehrere Gesetzes- (u. a. im Strafrecht) und  Verfassungsänderungen vorgenommen. Beim Verfassungsreferendum am 12. September 2010 stimmten die Wähler auf Empfehlung des Ministerpräsidenten für zahlreiche Änderungen der seit 1982 gültigen Verfassung und votierten für die Stärkung der Gleichberechtigung, die Stärkung der Rechte von Gewerkschaften und die Beschränkung der Rechte des türkischen Militärs.

### Verfassungsreferendum 2017
Am 16. April 2017 fand in der Türkei eine Abstimmung zum Verfassungsreferendum statt. Ein neues, 18 Punkte umfassendes Gesetz sollte insgesamt 69 andere Gesetze abändern. Die angenommene Änderung war eine der größten der Geschichte der Türkei. Unter anderem ist das Amt des Ministerpräsidenten entfallen und die Minister bilden mit dem Staatspräsidenten die Regierung. Weiter wurden die Exekutivbefugnisse gebündelt und dem Staatspräsidenten übergeben. Sämtliche Militärgerichte wurden abgeschafft.

### Monitoringverfahren des Europarates
Die Parlamentarische Versammlung des Europarates (PACE) hat am 25. April 2017 die Wiedereinführung eines Monitoring-Verfahrens für die Türkei beschlossen, solange, bis „ernste Bedenken“ über die Einhaltung der Menschenrechte, Demokratie und Rechtsstaatlichkeit „auf zufriedenstellende Weise ausgeräumt werden“.
Mit der verabschiedeten Entschließung des Europarates werden die türkischen Behörden zu dringenden Maßnahmen aufgerufen, wie etwa
- den Ausnahmezustand „so bald wie möglich“ aufzuheben,
- „außer bei zwingender Notwendigkeit“ keine Notstandsdekrete mehr zu erlassen, die das parlamentarische Verfahren umgehen,
- alle inhaftierten Abgeordneten und Journalisten bis zu ihrem Prozess freizulassen,
- faire Verfahren und die Einhaltung der nötigen Verfahrensgarantien zu gewährleisten sowie
- dringende Maßnahmen treffen, um die Freiheit der Meinungsäußerung und die Pressefreiheit wiederherzustellen,[4]
- die nach dem gescheiterten Staatsstreich vorgenommene Massenentlassung von rund 150.000 Beamten, Richtern, Polizisten und Hochschullehrern rückgängig zu machen.[5]

Der verabschiedete Text der Entschließung der Parlamentarischen Versammlung des Europarates beruht auf einem Bericht von Ingebjørg Godskesen (Norwegen, EC) und Marianne Mikko (Estland, SOC). Im Bericht wird festgestellt, dass neun Monate nach dem Putschversuch „die Lage schlechter ist und die Maßnahmen viel weiter gegangen sind, als es erforderlich und angemessen gewesen wäre“. Die Behörden „regieren mithilfe von Dekreten“, welche die Erfordernisse einer Ausnahmesituation weit übertreffen und in die Gesetzgebungskompetenz des Parlaments eingreifen. In diesem Zusammenhang betonte die Versammlung, dass „die Wiedereinführung der Todesstrafe mit einer Mitgliedschaft im Europarat nicht vereinbar wäre“.
Der türkische Präsident, Recep Tayyip Erdoğan, nannte die Entschließung eine „gänzlich politische“ Entscheidung des Europarats, die er nicht anerkennen werde.

## Verfassung
Die derzeit gültige Verfassung der Türkei wurde am 7. November 1982 verabschiedet. Demnach definiert sich die Türkei als „demokratischer, laizistischer und sozialer Rechtsstaat“, der dem „Wohl der Gemeinschaft, der nationalen Solidarität und Gerechtigkeit, den Menschenrechten und dem Nationalismus Atatürks“ verbunden ist. Die Gesetzgebung liegt bei der Großen Nationalversammlung der Türkei. In Artikel 5 werden die „Grundziele und -aufgaben des Staates“ definiert:
„Die Grundziele und -aufgaben des Staates sind es, die Unabhängigkeit und Einheit des Türkischen Volkes, die Unteilbarkeit des Landes, die Republik und die Demokratie zu schützen, Wohlstand, Wohlergehen und Glück der Bürger und der Gemeinschaft zu gewährleisten, die politischen, wirtschaftlichen und sozialen Hindernisse zu beseitigen, welche die Grundrechte und -freiheiten der Person in einer mit den Prinzipien des sozialen Rechtsstaates und der Gerechtigkeit nicht vereinbaren Weise beschränken, sowie sich um die Schaffung der für die Entwicklung der materiellen und ideellen Existenz des Menschen notwendigen Bedingungen zu bemühen.“
Die Türkei wird, vor allem auf Grund des in der Verfassung festgeschriebenen „Nationalen Einheitsstaates“, zentralistisch verwaltet. Es gibt mit den Provinzen, den Landkreisen und den Gemeinden drei Verwaltungsebenen, innerhalb derer auch eingeschränkt eigene Entscheidungen getroffen werden können. Es gibt 81 Provinzen (İl), deren höchster Repräsentant ein Vali (Gouverneur/Präfekt) ist. Dieser wird vom Innenminister ernannt und vom Staatspräsidenten bestätigt. Er ist auch Vorsitzender der gewählten Provinzversammlung. Die Landkreise (İlçe) werden von einem Kaymakam geleitet, der vom Innenminister ernannt wird. Die Bürgermeister und Dorfvorsteher werden vom Volk gewählt. Die Autonomie der unteren Verwaltungsebenen wird unter anderem durch das Fehlen eigener Geldquellen eingeschränkt.
Als Mitglied des Europarates ist die Türkei verpflichtet, die Europäische Charta der kommunalen Selbstverwaltung umzusetzen. Dazu hielt das Monitoring Committee des Europarates im Jahr 2011 allerdings fest, dass weiterhin elementare Umsetzungsdefizite bestünden, insbesondere administrative Bevormundung und das Verbot der Verwendung anderer lokaler Sprachen als der türkischen, und mahnte ernsthafte Umsetzungsbemühungen an.

### Exekutive

#### Staatspräsident
Der Staatspräsident ist das Staatsoberhaupt der Türkei und fungiert als „Hüter der Verfassung“, der die „Anwendung der Verfassung und die ordentliche und harmonische Tätigkeit der Staatsorgane“ beaufsichtigen soll, Art. 104 Abs. 1, S. 2 2. Halbs. der Verfassung. Seit der Verfassungsänderung von 2007 wird er vom Volk auf fünf Jahre gewählt, eine Wiederwahl ist einmal möglich. Weitere Einzelheiten sind im Präsidentenwahlgesetz (PräsWahlG) geregelt. Das PräsWahlG wurde am 19. Januar 2012 verabschiedet und trat am 26. Januar 2012 in Kraft. Persönliche Voraussetzungen sind ein Mindestalter von 40 Jahren und ein abgeschlossenes Hochschulstudium. Die Kandidaten müssen nicht dem Parlament entstammen, jedoch von mindestens 20 Mitgliedern der Nationalversammlung unterstützt werden. Nach Art. 102 Abs. 1 der Verfassung, Art. 3 Abs. 2 PräsWahlG findet die Wahl zum Präsidenten der Republik in der Regel innerhalb von 60 Tagen vor Ablauf der Amtszeit des Amtsinhabers statt.
Artikel 104 der türkischen Verfassung regelt die Kompetenzen des Staatsoberhauptes:
- Er ernennt die Minister.
- Er ernennt drei von elf Richtern des Verfassungsgerichts allein; die übrigen wählt er aus je drei Kandidaten aus, die von den obersten Gerichtshöfen und dem Hochschulrat (YÖK) gestellt werden.
- Er ist Vorsitzender des Nationalen Sicherheitsrates.
- Im Namen der Nationalversammlung vertritt er den Oberbefehl über die Armee und ernennt den Generalstabschef (Artikel 117).
- Er entscheidet über den Auslandseinsatz der Armee, was jedoch einen Beschluss des Parlaments voraussetzt.
- Bei der Gesetzgebung hat er ein materielles Prüfungsrecht.
- Er kann die Nationalversammlung auflösen, wenn der Ministerrat von ihm nicht das Vertrauen erhält oder er ihm das Vertrauen entzieht und kein neuer Ministerrat in 45 Tagen gebildet werden kann.
- Er kann, wenn er es für erforderlich hält, sogar den Vorsitz des Ministerrates übernehmen; dies ermächtigt ihn jedoch nicht, die Tagesordnung festzulegen und die politische Initiative zu ergreifen.

Darüber hinaus besitzt der Präsident ein suspensives Vetorecht. Er kann Gesetze auf ihre Verfassungsmäßigkeit hin überprüfen und auch zurückzuweisen. Von diesem Recht haben die seit 1983 amtierenden türkischen Staatsoberhäupter immer wieder gelegentlich Gebrauch gemacht, was deren Position deutlich gestärkt hat. Allerdings ist es dem Parlament verfassungsgemäß trotzdem möglich, den entsprechenden Gesetzestext unverändert und endgültig durchzubringen. In diesem Fall kann der Staatspräsident aber innerhalb von 60 Tagen eine Anfechtungsklage beim Verfassungsgericht einreichen.

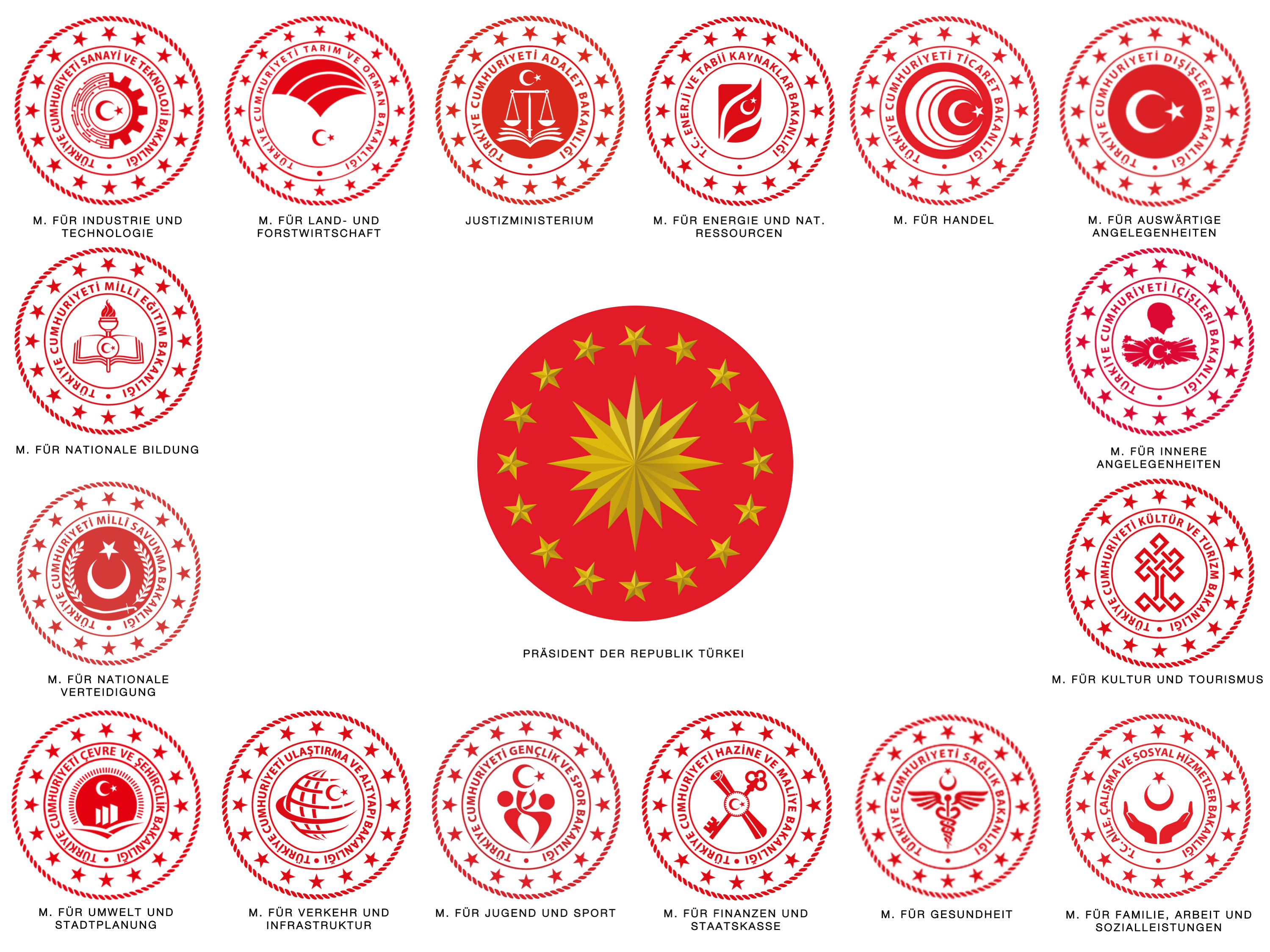
Regierung der Türkei, bestehend aus dem Staatspräsidenten und den Ministern

#### Regierung
Die Regierung der Türkei wird seit 2017 vom Staatspräsidenten, den Ministern (Bakanlar) und den Vizepräsidenten (Cumhurbaşkanı yardımcıları) gebildet. Die Minister und Vizepräsidenten werden dabei vom Staatspräsidenten bestimmt, wobei er die Anzahl der Vizepräsidenten selber bestimmen kann. Dieses System setzt eine bereits vor der Einführung der Präsidialsystems bestehende Praxis fort, in der im Ministerrat, dem bis dahin leitenden Exekutivorgan, neben den Ressortministern auch Minister ohne Geschäftsbereich vertreten waren. Die aktuelle Regierung der Türkei stellt das Kabinett Erdoğan V seit Juni 2023. Es bestehen 16 Ministerien. Jedes Ministerium wird von einem Minister und drei Vizeministern geleitet.
Siehe auch: Ministerien der Türkei

### Legislative

#### Große Nationalversammlung der Türkei
Das türkische Parlament ist die Große Nationalversammlung der Türkei (Türkiye Büyük Millet Meclisi). Nach Art. 75 der Verfassung besteht sie seit 2018 aus 600 Abgeordneten. Sie wird für 5 Jahre mit einer Sperrklausel von 7 Prozent gewählt. Das Parlament kann vor Ablauf der fünfjährigen Legislaturperiode Neuwahlen beschließen. Die Wahlen (1991, 1995, 1999, 2002, 2007 und 2015) fanden vorzeitig statt.
Die Nationalversammlung trifft die Grundsatzentscheidungen, die den politischen, wirtschaftlichen, sozialen und rechtlichen Alltag des Staatslebens steuern. Ihre Aufgaben sind:
- Gesetze zu verabschieden
- die Verfassung zu ändern
- den Staatshaushalt zu verabschieden
- den Ministerrat zum Erlass von Rechtsverordnungen mit Gesetzeskraft zu ermächtigen
- völkerrechtliche Verträge zu ratifizieren (Artikel 90)
- in bestimmten Fällen die Ausrufung des Kriegsfalles zu erlauben (Artikel 92)

Darüber hinaus enthält die türkische Verfassung ausführliche Regelungen über die Unvereinbarkeit zwischen bestimmten Ämtern in der Regierung und der Justiz sowie dem Abgeordnetenmandat.
Die Abgeordneten genießen Immunität und Indemnität (Artikel 83).
Nach Artikel 80 repräsentiert das Parlament mit seinen Mitgliedern, die ein freies Mandat ausüben, die gesamte Nation. Parteipolitik wird über die Fraktionen in das Parlament hineingetragen. Eine Fraktion muss mindestens 20 Mitglieder haben. Der Fraktionsvorsitz wird vom Parteivorsitzenden ausgeübt, wenn er der Nationalversammlung angehört.
Die Nationalversammlung ist auch Herrin des Gesetzgebungsverfahrens. Die Gesetzesinitiativen werden von Abgeordneten oder vom Ministerrat eingebracht (Artikel  88) und müssen begründet werden. Der Staatspräsident hat ein Prüfungsrecht: Er überprüft das Gesetz im Hinblick auf das Verfahren und auf seine materielle Verfassungsmäßigkeit.

##### Aktuelle Zusammensetzung
Siehe: Große Nationalversammlung der Türkei

### Judikative
Die Judikative besteht in der Türkei aus Zivilgerichten (Adli Yargı Mahkemeleri), Verwaltungsgerichten (İdari Yargı Mahkemeleri), Obersten Gerichten (Yüksek Mahkemeler) und dem Rechnungshof (Sayıştay).

#### Rechtssystem
Die Türkei hat in vielen Bereichen europäisches Recht übernommen; so basiert das Zivilrecht auf den Regelungen der Schweiz. Vorbild für das türkische Strafgesetzbuch war ursprünglich das italienische Pendant. Seit den Reformen im Jahr 2005 basiert das türkische Strafrecht überwiegend auf deutschem Recht, wobei Einflüsse aus Frankreich, Italien, Polen, Russland sowie den Vereinigten Staaten von Amerika zu den Bedeutendsten zählen. Bei den Reformen flossen auch internationale Abkommen, wie etwa das Rom-Statut, mit ein.

#### Verfassungsgerichtsbarkeit
Seit der Verfassung von 1961 gibt es ein Verfassungsgericht mit einem Senat. Die Richter werden auf Lebenszeit gewählt und sind nicht auf eine Wiederwahl angewiesen. Das Verfassungsgericht hat drei Hauptaufgaben:
1. Die Überprüfung von Gesetzen und Verordnungen mit Gesetzeskraft (Art. 150 und 152)
2. Die Funktion als Staatsgerichtshof (Yüce Divan) nach Art. 148 der Verfassung
3. Das Verbot von politischen Parteien (Art. 148)

Eine Verfassungsbeschwerde, die in Deutschland über 90 Prozent der Arbeit des Verfassungsgerichts ausmacht, ist nach türkischem Recht nicht vorgesehen. Aus diesem Grund hat der Europäische Gerichtshof für Menschenrechte für Türken eine große Bedeutung.

### Nationaler Sicherheitsrat und Militär
Die Wurzeln des Nationalen Sicherheitsrates (Millî Güvenlik Kurulu) reichen bis in die 1940er Jahre zurück. Seit 1961 ist er auch in der Verfassung verankert. Der Nationale Sicherheitsrat fungiert als beratendes Organ in Fragen der inneren und äußeren Sicherheit. Der Rat tritt besonders dann in Aktion, wenn die Grundsätze der Türkischen Republik gefährdet scheinen – insbesondere bei der von Republikgründer Kemal Atatürk eingeführten strikten Trennung zwischen Staat und Religion (Laizismus). Die Mitglieder des Rates sind gemäß Art. 118 der türkischen Verfassung die Oberbefehlshaber von Heer, Marine, Luftwaffe und Gendarmerie, der Generalstabschef, der Außen-, der Innen-, und der Verteidigungsminister sowie als Vorsitzender des Rates der Staatspräsident.
Der Nationale Sicherheitsrat berät alle zwei Monate über die Innen- und Außenpolitik.
Das Militär sieht seine Aufgabe nicht nur im Schutz der äußeren, sondern auch der inneren Sicherheit und sieht sich beispielsweise als „Hüterin des Kemalismus“.
Die Rolle des Nationalen Sicherheitsrats wurde jedoch durch die Reformen seit 2001 beschränkt:
- Der Nationale Sicherheitsrat trifft sich nunmehr alle zwei Monate (statt einmal pro Monat)
- Das Verhältnis von Zivilisten zu Militärs im Rat beträgt jetzt 7:5
- Er gibt nur noch Empfehlungen ab
- Nicht-Militärs können den Generalsekretär stellen

### Wahlsystem und Wahlen
Das Wahlsystem in der Türkei ist eine Kombination aus Verhältnis- und Mehrheitswahlrecht. Wie in vielen europäischen Ländern existiert auch im türkischen Wahlrecht eine Sperrklausel: erhält eine Partei landesweit weniger als sieben Prozent der abgegebenen Stimmen, werden diese Stimmen auf nationaler Ebene nicht berücksichtigt. Davon betroffen sind vor allem die Parteien, welche die kurdische Minderheit im Osten und Südosten der Türkei ansprechen. Somit können auch keine Direktkandidaten gewählt werden, deren Partei unterhalb der Sperrklausel abschneidet. Ausgenommen sind jedoch unabhängige Kandidaten, die ohne Rückhalt einer Partei oder einer Liste antreten.
Von den 600 Parlamentsmandaten wird jeweils eines an jede der 81 türkischen Provinzen vergeben. Der Kandidat mit den meisten Stimmen wird für seine Provinz direkt ins Parlament gewählt, vorausgesetzt, seine Partei überspringt die 10-Prozent-Hürde. Die restlichen Mandate werden je nach Einwohnerzahl der Provinzen verteilt.
Für ausscheidende Abgeordnete gibt es kein Nachrückverfahren. Sind mehr als fünf Prozent – derzeit 28 – der Abgeordneten ausgeschieden, werden deren Mandate durch Nachwahlen neu vergeben. Diese Nachwahlen finden frühestens 30 Monate nach, und spätestens ein Jahr vor den allgemeinen Wahlen statt.
Wahlberechtigt sind grundsätzlich alle Bürger ab 18 Jahren, die ihre Stimme in allgemeinen, gleichen, geheimen und direkten Wahlen abgeben können. Nicht stimmberechtigt sind jedoch:
- Soldaten und Garnisonsoffiziere
- Schüler einer Militärschule
- Strafgefangene, die wegen vorsätzlich begangener Straftaten verurteilt wurden
- beschränkt Geschäftsfähige
- Personen, die vom öffentlichen Dienst ausgeschlossen wurden

Eine Stimmabgabe an türkischen Grenzübergängen ist möglich. Seit dem 22. März 2008 können auch im Ausland lebende türkische Staatsbürger wählen. Dabei können diese ihre Stimme bei Wahlen zum Parlament, Wahlen zum Präsidenten und bei Volksabstimmungen abgeben. Bei Parlamentswahlen können Auslandstürken nur Parteien wählen, nicht jedoch unabhängige Kandidaten. Die Wähler können dabei ihre Stimme entweder per Briefwahl, per Urnengang in einer türkischen Botschaft bzw. in einem türkischen Konsulat oder per Internet (unter Angabe der „Staatsbürgernummer“) abgeben.
Wer sich ins Parlament wählen lassen möchte, muss mindestens 25 Jahre alt sein, einen Grundschulabschluss besitzen und – als Mann – den Wehrdienst abgeleistet haben. Gemäß Wahlgesetz finden Parlamentswahlen alle fünf Jahre am zweiten Sonntag im Oktober statt (ausgenommen sind außerordentliche Neuwahlen). Der Wahlkampf darf erst zehn Tage vor dem Wahltermin beginnen. Zudem besteht Wahlpflicht, wodurch die Wahlbeteiligung in der Regel sehr hoch ist. Wer nicht wählt, muss eine Strafe von umgerechnet etwa 13 Euro zahlen.

#### Parteien
Den Anfang der türkischen Parteien bildete die Republikanische Volkspartei (CHP) von Kemal Atatürk. Ab 1946 gab es ein Mehrparteiensystem. Im türkischen Parteiensystem gab und gibt es viele Veränderungen, beispielsweise durch Verbote von Parteien durch das Verfassungsgericht; es handelt sich vor allem um islamistische Parteien. Richter, Soldaten, Schüler, Staatsanwälte und die meisten übrigen Beamten dürfen Parteien nicht beitreten. Die Parteien müssen Laizismus und Nationalismus achten, sowie ein Parteiprogramm haben, das einer freiheitlich demokratischen Ordnung entspricht.
Die wichtigsten Parteien mit mehr als 1 % Stimmen bei der Parlamentswahl 2007, in der Reihenfolge des Ergebnisses:
| Name und Gründungsjahr                   | Übersetzung und Sonstiges                                               | politische Richtung und wichtige Mitglieder |
| ---------------------------------------- | ----------------------------------------------------------------------- | --- |
| Adalet ve Kalkınma Partisi (AKP, 2001)   | Partei für Gerechtigkeit und Aufschwung (derzeitige Regierungspartei)   | islamisch-konservativ, interventionistisch, Recep Tayyip Erdoğan (amtierender Staatspräsident, Vorsitzender der Partei)                                                           |
| Cumhuriyet Halk Partisi (CHP, 1923)      | Republikanische Volkspartei (Partei von Atatürk, bis 1946 Staatspartei) | kemalistisch, sozialdemokratisch, säkular; Özgür Özel (Abgeordneter und Vorsitzender der Partei)                                                                                  |
| Milliyetçi Hareket Partisi (MHP, 1948)   | Partei der Nationalistischen Bewegung                                   | nationalistische, rechtsextreme Partei; Devlet Bahçeli (Abgeordneter und Vorsitzender der Partei)                                                                                 |
| Demokrat Parti (DP, 2007)                | Demokratische Partei                                                    | säkular-konservativ, Nachfolgepartei der 1983 gegründeten Partei des Rechten Weges (DYP)                                                                                          |
| Genç Parti (GP, 2002)                    | Junge Partei                                                            | nationalistisch |
| Saadet Partisi (SP)                      | Partei der Glückseligkeit                                               | islamistisch |
| Halkların Demokratik Partisi (HDP, 2012) | Demokratische Partei der Völker                                         | sozialdemokratisch, pluralistisch, feministisch, antikapitalistisch, egalitär, ökologisch; Befürworterin der kurdischen Minderheitenrechte; Selahattin Demirtaş (Co-Vorsitzender) |

Weitere Parteien, mit aktuell geringerer Bedeutung (weniger als 1 % der Stimmen bei der Parlamentswahl 2007 oder nicht angetreten):
| Name und Gründungsjahr                   | Übersetzung und Sonstiges           | politische Richtung und wichtige Mitglieder                            |
| ---------------------------------------- | ----------------------------------- | ---------------------------------------------------------------------- |
| Anavatan Partisi (ANAP, 1983; aufgelöst) | Mutterlandspartei                   | rechtsliberal; schloss sich im Herbst 2010 mit der DYP zur DP zusammen |
| Bağımsız Türkiye Partisi (BTP)           | Partei der unabhängigen Türkei      | islamisch-nationalistisch                                              |
| Demokratik Sol Parti (DSP)               | Demokratische Linkspartei           | sozialdemokratisch, demokratisch-sozialistisch; Zeki Sezer             |
| Özgürlük ve Dayanışma Partisi (ÖDP)      | Partei der Freiheit und Solidarität | sozialistisch, kommunistisch                                           |

#### Verbotene Parteien
Seit der Gründung der Republik Türkei wurden insgesamt 29 Parteien verboten. Die Terakkiperver Cumhuriyet Fırkası wurde am 5. Juni 1925 aufgelöst und war somit die erste verbotene Partei. Das letzte Parteiverbot gab es am 11. Dezember 2009, damals wurde die Demokratik Toplum Partisi verboten (Partei der demokratischen Gesellschaft).
Am 14. März 2008 wurde vom Generalstaatsanwalt Abdurrahman Yalçınkaya ein Verbotsverfahren gegen die AKP beantragt. Begründet wurde das Verfahren damit, die AKP sei ein „Zentrum anti-laizistischer Aktivitäten“ geworden. Das Verfahren wurde vor dem Verfassungsgericht der Türkei geführt. Der Generalstaatsanwalt forderte für 71 Personen ein Politikverbot, darunter waren der türkische Präsident Abdullah Gül, der türkische Ministerpräsident und Vorsitzende der AKP Recep Tayyip Erdoğan und der ehemalige Parlamentspräsident Bülent Arınç.
Der stellvertretende Sprecher der deutschen Bundesregierung Thomas Steg erklärte am 17. März 2008, die AKP sei eine, aus freien, fairen und demokratischen Parlamentswahlen 2007 eindeutig als stärkste Partei hervorgegangene, eindeutig demokratische Partei. Das Vorgehen des Generalstaatsanwaltes richte sich damit auch gegen den Willen des türkischen Volkes. Die Bundesregierung habe Vertrauen in die demokratischen und rechtsstaatlichen Prinzipien in der Türkei und gehe davon aus, dass das türkische Verfassungsgericht dem unverständlichen Antrag nicht nachkomme.
Am 30. Juli 2008 wurde der Verbotsantrag abgelehnt. Sechs der elf Richter stimmten für ein Verbot, womit die notwendige Anzahl von sieben Stimmen knapp verfehlt wurde. Vier weitere Richter stimmten für eine Verwarnung wegen „antilaizistischer Umtriebe“. In einem zweiten Wahlgang stimmten 10 Richter für eine Verwarnung der AKP, da sie „das Zentrum für antilaizistische Umtriebe in der Türkei“ sei, nur ein Richter stimmte dagegen. Somit darf die Partei weiter regieren, wobei jedoch gemäß Art. 69 der Verfassung staatliche Unterstützungen für die AKP teilweise versagt werden.

## Aktuelle Situation

### Situation nach dem Putschversuch 2016 und Umwandlung in ein Präsidialsystem
Seit dem Putschversuch vom 15. Juli 2016 herrscht in der Türkei der Ausnahmezustand, dieser ist vom Parlament bisher regelmäßig um drei Monate verlängert worden. Dadurch ist die Verfassungswirklichkeit in der Türkei weit von einem parlamentarischen System entfernt und entspricht einem Präsidialsystem, allerdings im Unterschied zum idealtypischen präsidentiellen Regierungssystem kann das Kabinett unter Vorsitz des Präsidenten Dekrete mit (vorläufiger) Gesetzeskraft erlassen.
In dem am 16. April 2017 durch ein Referendum mit knapper Mehrheit angenommenen verfassungsändernden Gesetz Nr. 6771 wird die Verfassung in 18 Punkten geändert, wovon insgesamt 69 Artikel betroffen sind. Die wesentliche Änderung ist die Stärkung des Präsidenten. Die Änderungen werden ab der nächsten Legislaturperiode wirksam, die voraussichtlich im November 2019 beginnt. OSZE-Wahlbeobachter beklagten u. a. die Inhaftierungen von zahlreichen Journalisten und Oppositionellen sowie Einschüchterungen und Drohungen gegen das „Nein-Lager“.
Der Europarat hat die Türkei im April 2017 erstmals seit 13 Jahren wieder unter volle Beobachtung gestellt. Über zwei Drittel der Delegierten (113 von 170) stimmten für die Wiederaufnahme des so genannten Monitorings. Das bedeutet, dass zwei Berichterstatter regelmäßig in die Türkei fahren, um die Einhaltung der Menschenrechte und Rechtsstaatlichkeit in dem Land zu überprüfen. Grund für diesen Schritt war der lange anhaltende Ausnahmezustand, kollektive Entlassungen von Staatsbediensteten wie Lehrer, Wissenschaftler und Richter sowie Festnahmen von Parlamentariern und Journalisten. Das türkische Außenministerium verurteilte den Beschluss als politisch motiviert und machte „bösartige Kreise“ dafür verantwortlich. Europaminister Ömer Celik bezeichnete die Resolution als einen „historischen Fehler“.
Die neue Verfassung sollte mit den Neuwahlen von Parlament und Präsident in Kraft treten, die für November 2019 vorgesehen waren. Erdogan zog beide Wahlen aber am 18. April 2018 auf den 24. Juni 2018 vor (Parlamentswahl 2018, Präsidentschaftswahl 2018). Die Opposition hatte damit kaum Zeit für Wahlkampfvorbereitung und Wahlkampf.
Erdogans stellte seinen Präsidentschaftswahlkampf 2018 unter das Motto „Hedef 2023“ (Ziel 2023).
Er versprach, die Türkei würde 2023, 100 Jahre nach Republikgründung, unter die zehn größten Wirtschaftsnationen der Welt vorstoßen.

### Die Situation seit Juli 2018
Die am 16. April 2017 angenommene Verfassung trat im Juli 2018 in Kraft. Mit den erweiterten Rechten der Exekutive, insbesondere des Staatspräsidenten, hat sich gegenüber dem zweijährigen Ausnahmezustand nichts Wesentliches geändert.
Staatspräsident Erdogan regiert mit einer Koalition aus AKP und MHP. Seine vierte Regierung wurde am 9. Juli 2018 vereidigt.
Kurz danach brach die Landeswährung Lira ein (Währungs- und Schuldenkrise 2018); möglicherweise trugen diplomatische Spannungen zwischen USA und Türkei dazu bei.
Seit April 2020 leiden das Land und seine Wirtschaft unter der COVID-19-Pandemie in der Türkei; die Tourismusbranche ist stark davon betroffen.
Der Kurs der Lira fiel von Jahresbeginn 2020 bis August 2020 gegenüber dem Euro um ein Viertel und damit auf einen historischen Tiefstand. Die Inflation liegt bei etwa zwölf Prozent. Für die Türkei, die eine hohe Importquote hat (also mehr als andere Staaten auf Importe angewiesen ist), hat dies erhebliche Folgen: Einfuhren haben sich verteuert, Unternehmensgewinne und die Kaufkraft sind gesunken.
Erdogan jedoch stemmt sich seit Jahren gegen Zinserhöhungen. Er hat behauptet, sie könnten die Konjunktur dämpfen und zu einer Inflation führen.